# Matheus Babi
Matheus Barcelos da Silva, noto semplicemente come Matheus Babi (Macaé, 18 luglio 1997), è un calciatore brasiliano, attaccante del Juventude.

## Caratteristiche tecniche
È un centravanti.

## Carriera
Cresciuto nel settore giovanile del Macaé, ha esordito in prima squadra il 29 febbraio 2016 disputando l'incontro del Campionato Carioca perso 3-1 contro il Volta Redonda. Nel 2020 è stato acquistato dal Botafogo.

## Palmarès

### Club

#### Competizioni internazionali
- Coppa Sudamericana: 1

Athl. Paranaense: 2021

#### Competizioni nazionali
- Campionato uruguaiano: 1

Peñarol: 2024